# Braid (Computerspiel)
Braid ist ein Computerspiel des Indie-Spieleentwicklers Jonathan Blow in Zusammenarbeit mit dem Webcomic-Zeichner David Hellman. Es erschien 2008 für Xbox 360 und folgend für Windows, macOS, PlayStation 3 und Linux. Bei Braid handelt es sich um ein Knobelspiel in Form eines 2D-Side-Scroller-Jump ’n’ Runs. Die Puzzle-Elemente basieren darauf, dass man die Zeit nahezu beliebig zurückdrehen kann, was intuitive und unkonventionelle Lösungsansätze erfordert. Braid wurde damit schon im Vorfeld 2006 bei dem Independent Games Festival für innovative Spielmechanismen ausgezeichnet und erhielt weitere Preise nach Veröffentlichung. Da Braid die Entwicklung und Wahrnehmung von Independent-Spielen nachhaltig prägte, wird es heute zu den einflussreichsten Videospielen aller Zeiten gezählt.
2020 wurde die Veröffentlichung der modernisierten Neuauflage Braid Anniversary Edition angekündigt, die am 14. Mai 2024 für sämtliche aktuelle Plattformen erschien.

## Beschreibung
Das Spiel ist aufgemacht wie ein klassisch zweidimensionales Jump ’n’ Run und zeigt auf den ersten Blick viele Gemeinsamkeiten mit Super Mario Bros. Die Spielfigur ist Tim, ein Männchen mit Anzug, roten Haaren und roter Krawatte. Tim kann laufen und springen, Leitern, Ranken und Gitter hoch- und entlangklettern, Schlüssel für Türen aufheben und mit sich herumtragen (aber nicht ablegen) und Schalter betätigen, um Plattformen zu bewegen; Gegner werden durch Draufspringen besiegt. Die Besonderheit liegt in der Fähigkeit, per Tastendruck die Zeit levelweit zurückzuspulen, und zwar beliebig oft, beliebig weit (bis zum Betreten des Levels) und in höheren Geschwindigkeiten. Auch das Vorspulen und ein Anhalten der Zeit ist möglich.
In fünf Welten muss diese Fähigkeit benutzt werden, um jeweils zwölf Puzzleteile einzusammeln. Dabei sind die Teile auf die verschiedenen Level verteilt, und für jedes Teil muss ein eigenes Rätsel gelöst werden, um es zu erreichen. Die Jump-’n’-Run-Manöver dienen dabei nur der Ausführung, das Fundament der Rätsel ist stets die Zeitmanipulation. Je nach Welt erhält man zusätzliche, erleichternde oder erschwerende Möglichkeiten, Raum und Zeit zu beeinflussen. Es gibt keinerlei sonstige Power-ups und keine Charakterentwicklung.
Das Spiel enthält keine Multiplayer-Funktion. Gesteuert wird es am Computer mit der Tastatur und unterstützend mit der Maus, alternativ mit dem Playstation-3-Controller oder Xbox-360-Controller. Eine Anpassung der Steuerung ist nicht möglich. Beigefügt ist ein Leveleditor, der Zugriff auf einige Zeiteffekte erlaubt, die im eigentlichen Spiel nicht vorkommen. Nach erstmaligem Durchspielen werden in mehreren Levels Wettrennen freigeschaltet, bei denen man alle Puzzleteile eines Levels innerhalb eines Zeitlimits einsammeln muss.

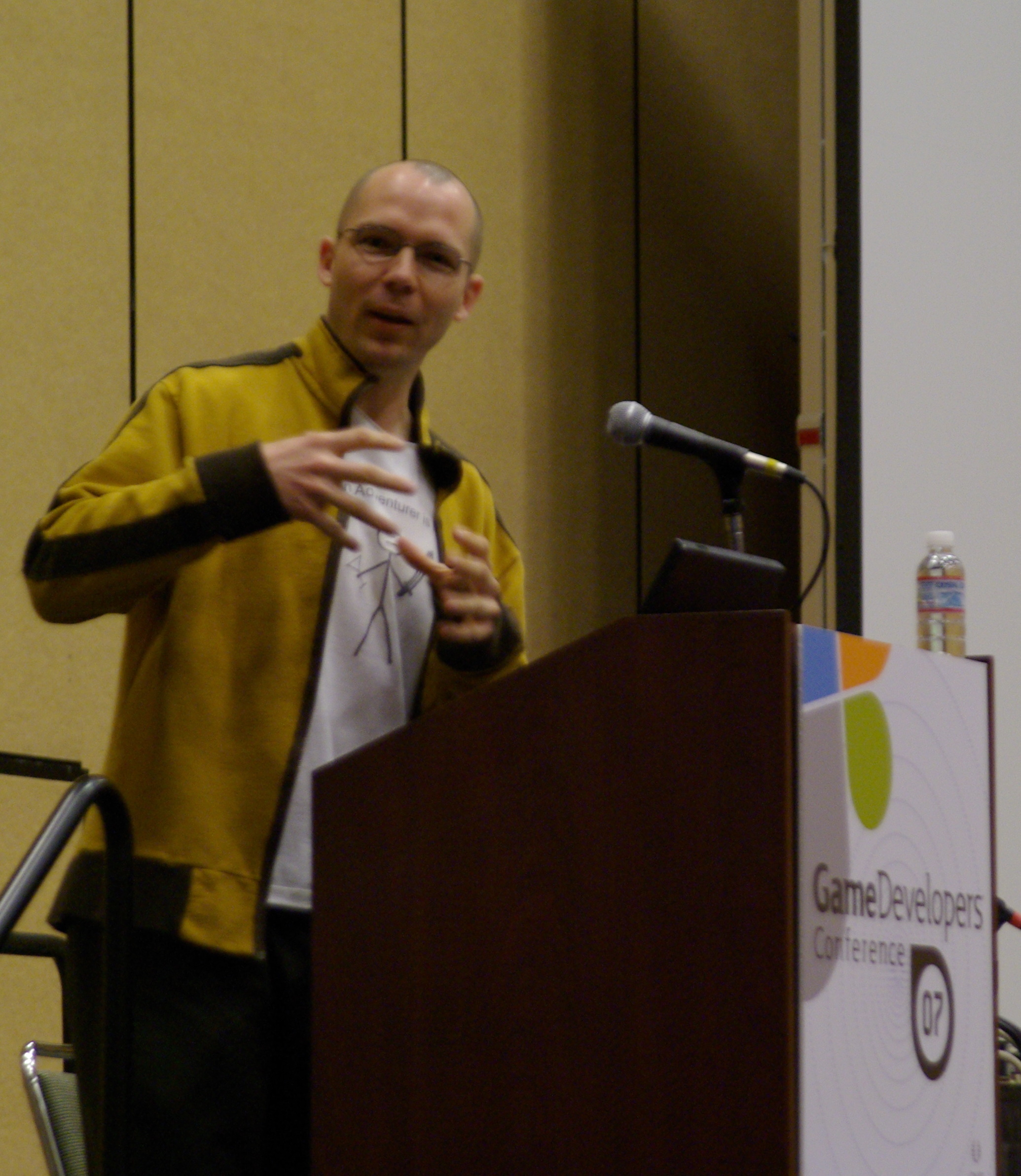
Spieleentwickler Jonathan Blow auf der GDC Konferenz (2007)

### Spielwelt
Die Übersichtskarte des Spiels ist Tims Haus und dessen Vorplatz, dargestellt als Längsschnitt (wie bei einem Puppenhaus). Im Haus befinden sich verschiedene Räume, die die Zugänge zu den sechs Welten darstellen. In fünf Räumen hängt jeweils ein großes, zu Beginn leeres Bild an der Wand, auf dem die gefundenen Puzzleteile einer Welt erscheinen. Um die letzte Welt im Dachboden zu erreichen, müssen alle Puzzles richtig zusammengesetzt werden. Hinter den Zimmern schließt sich jeweils ein „wolkiger“ Raum an, der die Eingänge zu den Levels einer Welt enthält. Pro Welt gibt es drei bis sieben Level, die linear aufeinander folgen und aus dem Wolkenraum direkt erreichbar werden, sobald man sie erstmals, vom vorherigen Level kommend, betreten hat. Die Level selbst sind bis auf wenige Ausnahmen klassischerweise von links nach rechts zu durchlaufen, wobei auch Scrolling nach links fast immer und nach oben oft möglich ist und man stets zurückgehen kann bzw. muss. Abgesehen vom letzten Level gibt es kein Autoscrolling.
Jede Welt hat einen Namen, der zu den Texttafeln, der Spezialfähigkeit und der grafischen Gestaltung der Level in Beziehung steht. Eine Besonderheit ist, dass man in Welt 2 anfängt, während Welt 1, die chronologisch vor allen anderen Welten spielt, erst als letzte betretbar ist.

### Handlung
Braid folgt keiner klassischen linearen Erzählung. Anders als in den meisten Videospielen beginnt Braid auch nicht im ersten Level, sondern wird rückwärts, d. h. vom Ende bis zum Anfang durchgespielt, ohne dass sich der Spieler dessen zunächst bewusst ist. In jedem Wolkenraum gibt es mehrere Texttafeln, die am Anfang deutlich machen, dass Tim auf der Suche nach einer Prinzessin ist, die von einem Monster entführt wurde, weil Tim einen Fehler gemacht hat, den er zu beheben sucht. Die handlungsbezogenen Aspekte innerhalb der Level beschränken sich darauf, dass die Prinzessin dort eben nicht zu finden ist. Im weiteren Verlauf liefern die Texttafeln vielschichtige, vage bis zusammenhangslose Blickwinkel auf Tims Motivationen, die Prinzessin und Braid an sich.
Tim gelingt es, nach einer langen Reise in eine letzte Welt, genannt „1“ (steht vermutlich für erste Welt), vorzudringen. Dort läuft die Zeit rückwärts, wohingegen die Rückspulfunktion das Spiel vorwärts laufen lässt. Im letzten Abschnitt erreicht Tim die Prinzessin, welche sich selbst von ihrem Verfolger, dem vermeintlichen Monster, lösen kann. Die beiden versuchen gemeinsam zu fliehen, wobei die Prinzessin mehrere Schalter umlegt, um Tim das Vorankommen zu ermöglichen. Sicher in ihrem Schloss angekommen, fällt sie vor Erschöpfung in ihr Bett. Tim klettert an der Fassade hinauf zu ihrem Schlafzimmerfenster. Plötzlich verliert der Spieler die Kontrolle über das Geschehen, das Spiel spult sich zurück und es wird gezeigt, wie das Szenario wirklich abgelaufen ist. Die Prinzessin wacht auf und sieht Tim an ihrem Fenster, panisch ergreift sie die Flucht, wobei sie Schalter umlegt, um ihm den Weg mit Fallen zu versperren, denen Tim jedoch entgehen kann. In letzter Sekunde springt sie in die Arme ihres vermeintlichen Verfolgers, der sich nunmehr als ihr Retter entpuppt, und kann mit seiner Hilfe entkommen. Das böse Monster, vor dem der Spieler die Prinzessin retten sollte, war in Wirklichkeit die ganze Zeit Tim. Der Spieler erhält die Kontrolle zurück und muss nun das Level verlassen, ohne dass Tim seinen Fehler beheben konnte. Nach einem Epilog tritt Tim durch eine Tür und findet sich am Anfang des Spieles wieder, wo er erneut versuchen kann, seinen Fehler erfolglos zu beheben. Es wird nun klar, dass das gesamte Spiel ein einziger Kreislauf ist.
In einem alternativen Ende kann Tim seinen Fehler verhindern, indem er einen neuen begeht. Dort berührt er die Prinzessin, von der er stets durch Mauern und Fallen räumlich getrennt war, für einen kurzen Moment. Daraufhin explodiert diese in der Art einer Atombombe und verschwindet aus dem Zeitgefüge. Tim kann sich nun im letzten Abschnitt frei bewegen, ohne dass der Retter auftaucht. Er hat somit die Vergangenheit geändert. Nachdem der Spieler den Epilog hinter sich gebracht hat, findet er sich erneut am Anfang des Spieles wieder, wo er feststellen muss, dass der Fehler letztlich niemals behoben und der Kreislauf jemals durchbrochen werden kann.
Es häufen sich Hinweise, dass es mehrere metaphorische Interpretationsmöglichkeiten gibt; angeschnittene Themen sind Vergebung, Bedauern und das Korrigieren von Fehlern. Der Rette-die-Prinzessin-Handlungsstrang bekommt in Welt 1 eine gänzlich unerwartete Wendung, anschließend erfährt man, dass die zu findende Prinzessin (auch) als Beispiel für jedes (unerreichbare) Ziel steht, das man sich vornehmen kann. Aufgeführt werden neben anderem die Entwicklung der Atombombe, Kleinkinder vor einem Süßigkeiten-Schaufenster und Stalker und ihre Opfer.
Die ursprünglich englischen Texte wurden in mehrere Sprachen übersetzt, Sprachausgabe unterstützt das Spiel nicht.

### Spielmechanismen
Ein neuer Spieler lernt das Zeitzurückspulen nach einer Gegnerberührung kennen. Zwar läuft eine Super-Mario-ähnliche Sterbeanimation ab, aber bevor diese beendet ist, hält das Spiel an und man muss zurückspulen. Das hat zum Ergebnis, dass man kein Leben verlieren kann, was ungewöhnlich ist für Jump ’n’ Runs. Außerdem werden durch die Rückspulfunktion Herausforderungen bewältigbar, die in einem herkömmlichen Plattformspiel als äußerst unfair gelten würden. Obwohl Geschicklichkeit für die Steuerung der Spielfigur nötig ist, kann man durch einen paar-sekündigen Rücklauf jede Situation beliebig oft reproduzieren und so oft probieren, bis es klappt.
Ein paar Situationen im Spiel sind irreversibel im Zeitrücklauf, der Level muss bei Misserfolg gegebenenfalls neu betreten werden. Der Spieler wird durch entsprechende Levelnamen auf diese besonderen Rätsel aufmerksam gemacht. Des Weiteren enthalten zwei Level Bossgegner, die besiegt werden müssen, bevor man weitergehen kann, davon abgesehen ist es meist kein Problem, zum nächsten Level zu gelangen. Die Puzzleteile müssen in keiner festgelegten Reihenfolge gesammelt werden, allerdings müssen an wenigen Stellen später zu findende Puzzleteile zweckentfremdet werden.
Die Rätsel, um die Puzzleteile zu erreichen, beinhalten Mehrfachsprünge auf Gegner für mehr Höhe, Schlüsseltransport durch Gegner, schnelles Zurückspulen oder zeitversetztes Betätigen von Schaltern.
Sehr oft kommen farbige Auren vor, die auf Gegner, Objekte oder Tim selbst wirken können und die damit von der Zeitmanipulation unbeeinflusst bleiben. Das wird z. B. für Rätsel benutzt, die mit Synchronisation verschiedener Dinge arbeiten, oder für Gegenstände, die man trotz Zeitrücklauf behalten kann.
Davon abgesehen betrifft die Zeitmanipulation alles in einem Level, inkl. Hintergrundanimation, Musik und natürlich die Aktionen und Bewegungen von Tim und den Gegnern. Mit den erweiterten Fähigkeiten späterer Welten wie Kopplung vom Zeitfluss an Tims Bewegung im Raum, Erzeugen einer alternativen Realität oder lokales Verlangsamen der Zeit werden obige Rätselthemen variiert und auf die Spitze getrieben. In der letzten Welt läuft die Zeit rückwärts, und der letzte Level beinhaltet die Kooperation mit einem computergesteuerten Charakter.
Vor Tims Haus ist eine Sternenkonstellation zu sehen, die das Sternbild Andromeda darstellt und in der markiert wird, wenn einer von acht besonders gut versteckten Sternen gefunden wird. Alle acht gemeinsam eröffnen die Sicht auf ein Bild der gefesselten Prinzessin, einer weiteren Funktion dienen die Sterne nicht.

### Grafik
Die richtige Arbeit an der grafischen Gestaltung begann erst im Sommer 2006, nachdem das funktionstüchtige Spiel mit generischen, primitiven Grafikelementen auf dem IGF ausgezeichnet wurde. Blow engagierte David Hellmann zur grafischen Ausgestaltung der Hintergründe. Das folgende Jahr über entwickelten Blow und Hellmann gemeinsam das endgültige Aussehen von Braid. Dies schloss auch eine Neuzeichnung der Vordergrundelemente und des Spielcharakters Tim mit ein, der von Edmund McMillen gestaltet worden war und dessen Design von Hellmann interpretiert wurde.
Die Vordergrundelemente sind detailreich, vielfältig und plastisch gemalt. Die Hintergründe haben multiple Scrollebenen und Animationen, die einen räumlichen Eindruck erwecken; sie sind mal detailreich, mal künstlerisch abstrahiert und generell weniger scharf als die Vordergründe. Das gesamte Design wirkt sehr malerisch. Auf Gegnern oder sonstigen Charakteren liegt gestalterisch kein Schwerpunkt, wobei auch hier Detailreichtum vorherrscht. Für mehr Bewegung im Bild und eine Verknüpfung von Vorder- und Hintergrund werden gezielt Partikeleffekte eingesetzt z. B. für wehendes Gras, Flammen oder Wasser.

### Musik
Blow entschied sich aus mehreren Gründen dafür, lizenzierte Musik des Labels Magnatune zu benutzen. Braid enthält acht Instrumentalstücke verschiedener Künstler, hauptsächlich mit Harfe, Piano und Cello.

## Veröffentlichung
Braid wurde am 6. August 2008 für die Xbox 360 auf Xbox Live Arcade erstveröffentlicht und erschien acht Monate später am 10. April 2009 auch für Microsoft Windows auf Download-Plattformen wie Steam und GOG.com. Am 20. Mai 2009 folgte eine von dem Studio Hothead Games portierte Version für macOS. Seit dem 17. Dezember 2009 kann man Braid im europäischen PlayStation Network für die PlayStation 3 erwerben, in den USA ist es bereits seit dem 12. November 2009 digital erhältlich. Am 14. Dezember 2010 erschien eine Portierung für Linux. Obwohl Braid in erster Linie als Download-Titel von Number None vertrieben wird, veröffentlichen europäische Publisher wie Rondomedia und Avanquest eine Ladenversion mit dem Spiel auf CD-ROM.

## Rezeption
Auch wenn aktive Zeitmanipulation als Element in mehreren auch älteren Videospielen auftaucht, zum Beispiel in Catrap (1990), Blinx (2002), der Sands-of-Time-Saga (2003–2005) oder TimeShift (2007), ist Braid das erste kommerziell erfolgreiche Spiel, bei dem dies der Hauptmechanismus ist, um den herum alle Rätsel kreiert wurden. Gelobt wird, dass sich Braid auf Rätsel mit Zeitmanipulation konzentriert und die innewohnende Komplexität dieses Spielmechanismus ausreizt, anstatt mehr Elemente hinzuzufügen, ohne deren Potential auszunutzen.
Ein weiterer hochgelobter Punkt ist die Auseinandersetzung von Braid mit dem Medium Videospiel an sich. Dies beginnt bei vielschichtigen Zitaten aus Spiele-Klassikern und dem häufig folgenden Bruch: Eine Spielsituation wirkt von anderen Spielen her altbekannt, bei Braid erfordert sie aber eine ganz eigene, oft überraschende Lösung. Dies gipfelt darin, dass Braid kaum eine Adaption in ein anderes Medium zulässt: Es gibt keine lineare, narrative Handlung und die praktizierte Zeitmanipulation lässt wenig Raum für konventionelle Dramaturgie.
Der Preis in Relation zur Kürze des Spiels wurde teilweise kritisiert, wogegen mit der Fülle und Dichte an neuen Ideen argumentiert wird.
Kritisiert wurde weiterhin eine schwankende Qualität der Texttafeln in den Wolkenräumen sowie deren Zusammenhangslosigkeit an sich. Betont wird die gelungene Verbindung von Handlung und Leveldesign in der letzten Welt, während im restlichen Spiel beides kaum Bezug aufeinander nimmt.
Der Metascore von Braid beträgt 93 (Xbox 360/PS3) und 90 (PC) von 100 möglichen Punkten.
Critify berechnet für das Spiel die Durchschnittswertungen 94 % (Xbox 360), 87 % (PC) und 91 % (PS3).

### Auszeichnungen
Neben dem Preis für die Vorabversion beim Independent Games Festival 2006 wurde Braid nach Veröffentlichung zum Beispiel bei den 2008 Xbox Live Arcade Awards in mehreren Kategorien nominiert, und gewann dort in der Kategorie „Beste Innovation“.
Bei den Game Developers Choice Awards war es 2008 in den Kategorien Innovation, Gamedesign, Narration, Bestes Download-Spiel und Bestes Debütspiel nominiert, blieb jedoch sieglos. Im selben Jahr war es für den Spike Video Game Award als Bestes Independent-Spiel nominiert. 2009 gewann Braid den DICE Award als Bestes Casual-Game.